# Gale Wilhelm
Pour les articles homonymes, voir Wilhelm.
Gale Wilhelm, née le 6 avril 1908 à Eugene dans l'Oregon et morte le 11 juillet 1991 Berkeley en Californie, est une femme de lettres et une militante lesbienne américaine.

## Biographie
Son roman Torchlight to Valhalla (en) a été réimprimé dans la série Lesbian pulp fiction sous le titre de The Strange Path, avec une illustration de couverture différente.

## Œuvres
- We Too Are Drifting, 1934, New York, Random House
- No Letter for the Dead, 1936
- Torchlight to Valhalla (en), 1938, New York, Random House
- Bring Home the Bride, 1940
- The Time Between, 1942 (L'Entretemps, traduit par Germaine Delamain)
- Never Let Me Go, 1945
- The Strange Path, 1950

## Couverture de livre

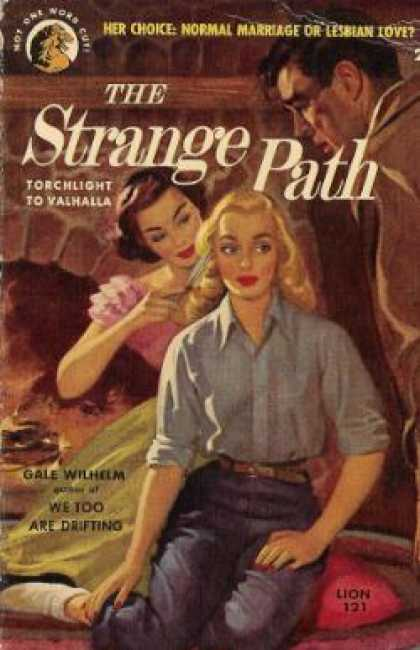
The Strange Path, 1953
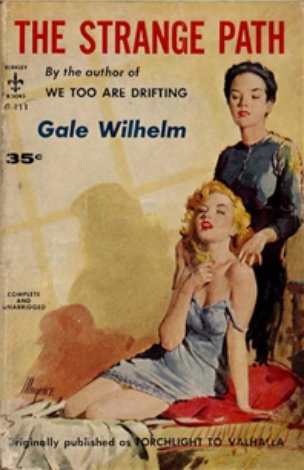
The Strange Path, 1958